# Grått höstfly
Grått höstfly (Ammoconia caecimacula) är en fjärilsart som först beskrevs av Denis och Ignaz Schiffermüller 1775.  Grått höstfly ingår i släktet Ammoconia, och familjen nattflyn. Arten är reproducerande i Sverige.

## Bildgalleri

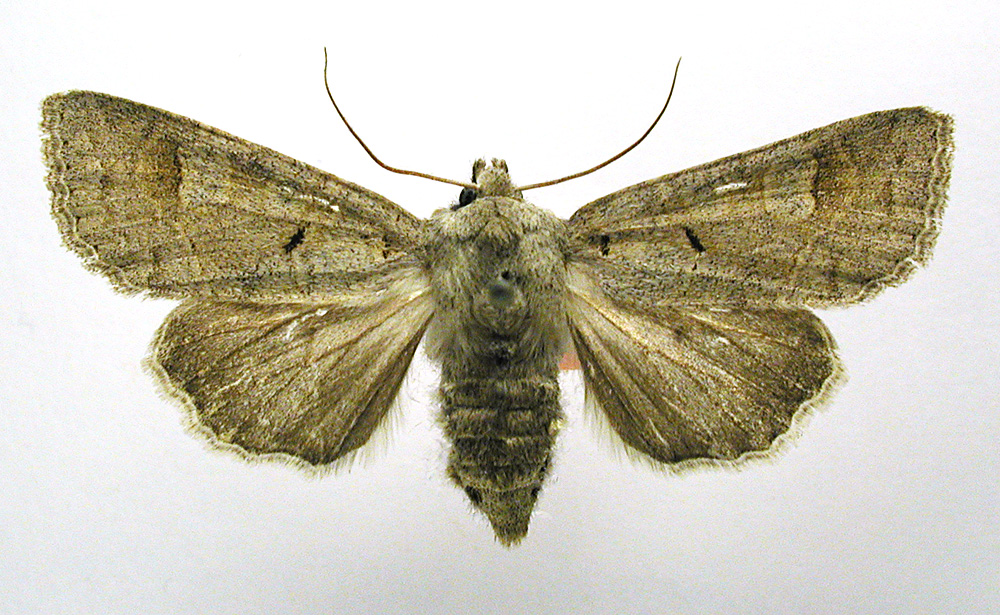
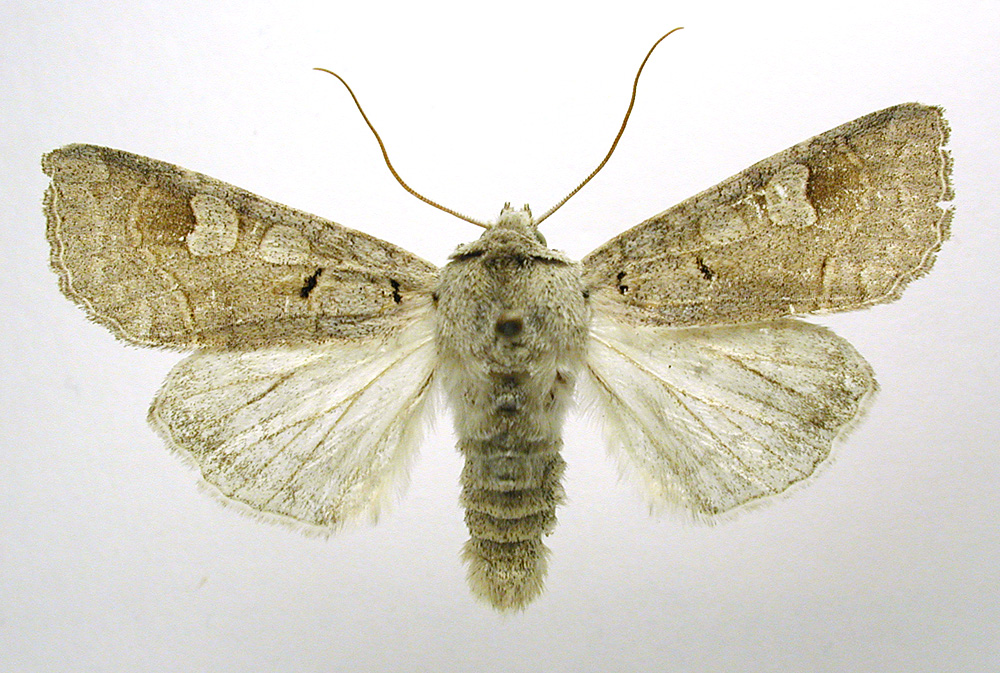